# 統一人民党 (リベリア)
統一人民党（United People's Party）は、リベリアの政党。
1997年7月19日に行われた総選挙（Liberia elections, 1997）では、統一人民党は、ガブリエル・バッカス・マシューズを大統領候補に擁立したが、得票率2.51パーセントを獲得するに留まった。また、下院（House of Representatives）は2議席を獲得したものの、上院（Senate）では議席を得ることはできなかった。
2005年10月11日に行われた総選挙（Liberia elections, 2005）では、リベリア人民党とともに政党連合「平和民主同盟」（APD）を結成して臨み、下院3議席、上院5議席を獲得した。